# Choerodon rubescens
Choerodon rubescens é uma espécie de peixe da família Labridae.
É endémica da Austrália.
Os seus habitats naturais são: mar aberto, mar costeiro, pradarias aquáticas subtidais e recifes de coral.
Está ameaçada por perda de habitat.